# Yoo Seon-ho
Yoo Seon-ho (en hangul, 유선호; hanja: 柳善皓; RR: Yoo Seon-ho) (Incheon, Corea del Sur, 28 de enero del 2002) también conocido artísticamente como Seonho (hangul: 선호), es un actor, cantante y modelo surcoreano.

## Biografía
Asiste al Hanlim Multi Art School desde 2017.

## Carrera
Es miembro de la agencia Cube Entertainment.

### Música
El 11 de abril de 2018 realizó su debut en solitario con el EP "Spring, Seonho" con el sencillo principal Maybe Spring compuesto por Lee Jin-ah.

### Televisión
El 7 de abril de 2017 se unió al programa de supervivencia Produce 101 Season 2, sin embargo fue eliminado durante lel último episodio del programa quedando en el puesto 17 del ranking final.
El 12 de septiembre del mismo año se unió al elenco principal de la serie web Devil Inspector (también conocida como "Mischievous Detectives") donde dio vida a Pyo Han-eum, un joven investigador forense honorario que fue premiado por resolver un caso de asesinato, hasta el final de la serie el 28 de septiembre del mismo año. Papel que volvió a interpretar durante la segunda temporada de la serie Devil Inspector 2 del 20 de septiembre de 2018 al 26 de octubre del mismo año.
En diciembre del mismo año se unió al elenco recurrente de la serie My Strange Hero donde interpretó a Yoo Shi-on, el amigo de Yoon Seung-woo (Lee Kang-min), así como uno de los estudiantes que al inicio intimidan a Kang In-ho (Choi Won-hong).
En abril de 2021 se unió al elenco recurrente de la serie Under Cover donde dio vida a Han Seung-goo, el hijo con autismo de Han Jung-hyun (Ji Jin-hee) y Choi Yeon-soo (Kim Hyun-joo), hasta el final de la serie el 12 de junio del mismo año. El actor infantil Moon Ju-won interpretó a Seung-goo de pequeño.
En julio del mismo año se unió al elenco de la serie The Great Shaman Ga Doo-shim (también conocida como "Excellent Shaman Ga Doo Shim") donde interpretó al estudiante Hyun-soo.

## Filmografía

### Series de televisión
| Año     | Título                                | Personaje               | Ref.          |
| ------- | ------------------------------------- | ----------------------- | ------------- |
| 2018    | Big Forest                            | Lee Jong-man            |               |
| 2018    | My Strange Hero                       | Yoo Shi-on              | [ 16 ]        |
| 2020    | Drama Special - "Turtle Channel"      | Sang-doo                |               |
| 2021    | Under Cover                           | Han Seung-goo           |               |
| 2021    | The Great Shaman Ga Doo-shim          | Hyun-soo                |               |
| 2022    | Bajo el paraguas de la reina          | Gran príncipe Gye-seong | [ 17 ] [ 18 ] |
| 2023-24 | The Story of Park's Marriage Contract | Kang Tae-min            | [ 19 ]        |
| 2025    | ¡Oh, mis clientes fantasmas!          | Heo Yoon-jae            | [ 20 ] [ 21 ] |

### Series web
| Año  | Título                                       | Personaje     | Notas        | Ref.                 |
| ---- | -------------------------------------------- | ------------- | ------------ | -------------------- |
| 2017 | Devil Inspector (Mischievous Detectives)     | Pyo Han-eum   | 9 episodios  | [ 22 ] [ 23 ]        |
| 2018 | Devil Inspector 2 (Mischievous Detectives 2) | Pyo Han-eum   | 18 episodios | [ 24 ]               |
| 2021 | The World of My 17 2                         | Joo Chan-yang |              | [ 25 ] [ 26 ] [ 27 ] |

### Películas
| Año  | Título                | Personaje | Notas                            |
| ---- | --------------------- | --------- | -------------------------------- |
| 2022 | It's Been A Long Time | -         | junto a Bang Min-ah y Lee Ga-sub |

### Programas de variedades
| Año       | Programa                                | Notas                                          |
| --------- | --------------------------------------- | ---------------------------------------------- |
| 2020      | All That CUBE                           | (ep. #3) - invitado                            |
| 2020      | Handsome Tigers Special                 |                                                |
| 2020      | Handsome Tigers                         | jugador No.30 - miembro                        |
| 2020      | Cat's Meow Is Fake (Decoding Meow)      | 6 episodios - miembro                          |
| 2019      | Guess My Next Move 2                    | (ep. #3) - invitado                            |
| 2019      | Taiwan Foodtalk                         | miembro                                        |
| 2019      | Thought of Children                     | miembro                                        |
| 2018      | I Can See Your Voice Thailand: Season 3 | (ep. #9) - SING-vestigator invitado            |
| 2018      | Carefree Travelers: Season 2 - Italy    | 4 episodios - miembro                          |
| 2018      | The Visiting Teacher                    | (ep. #9) - invitado                            |
| 2018      | Photo People Season 2 - Tokyo           | miembro                                        |
| 2018      | Leaving The Nest: Season 3              | (ep. #7-8) - miembro                           |
| 2017-2018 | Leaving The Nest: Season 2              | (ep. #5-9) - miembro                           |
| 2017      | The Cushion                             | 13 episodios - (web)                           |
| 2017      | One Night Food Trip Season 2            | (ep. #40-43) - invitado                        |
| 2017      | Hyenas on the Keyboard                  | (cameo)                                        |
| 2017      | Let's Eat Out This Saturday             |                                                |
| 2017      | Problematic Men                         | (ep. #124) - invitado                          |
| 2017      | Live Talk Show Taxi (Taxi)              | (ep. #486) - invitado                          |
| 2017      | 101 Special Private Life                | (también conocida como "Special Private Life") |
| 2017      | Produce 101 Season 2                    | concursante                                    |

### Presentador
| Año       | Título                                     | Notas                       |
| --------- | ------------------------------------------ | --------------------------- |
| 2020      | All That CUBE                              | (ep. #5, 16)                |
| 2020      | Idol Dabang: Season 3                      | 10 episodios - junto a Andy |
| 2019-2020 | Idol Dabang: Season 2                      | 10 episodios - junto a Andy |
| 2019      | Idol Dabang (아이돌다방; Idol Cafe)        | 8 episodios - junto a Andy  |
| 2019      | Hanlim Multi Arts School Entrance Ceremony | [ 46 ]                      |

### Reality shows
| Año           | Título                          | Notas                                |
| ------------- | ------------------------------- | ------------------------------------ |
| 2018-presente | Seonorang (서노랑)              | miembro                              |
| 2020-2021     | Seonho's Everyday (나날의 선호) | 8 episodios + 2 especiales - miembro |
| 2019          | Seonho Channel (선호채널)       | 28 episodios - miembro               |
| 2017          | Wanna One Go                    | (ep. #2) - invitado                  |

### Apariciones en videos musicales
| Año  | Intérprete(s) | Canción   | Notas         |
| ---- | ------------- | --------- | ------------- |
| 2018 | Jo Kwon       | "Lonely"  | [ 47 ]        |
| 2017 | 10cm          | "Pet"     | [ 48 ] [ 49 ] |
| 2017 | CLC           | "FREE'SM" | [ 50 ]        |

### Endorsos
| Año  | Título                       | Notas                                            |
| ---- | ---------------------------- | ------------------------------------------------ |
| 2019 | TBJ                          | junto a Lai Kuan-lin y Ha Neul - (marca de ropa) |
| 2018 | Goobne                       | (marca de pollo)                                 |
| 2018 | TMRW                         |                                                  |
| 2017 | TMON - "Let's Fly TMON Tour" | junto a Yook Sung-jae                            |
| 2017 | Acuvue                       |                                                  |
| 2017 | GS25                         |                                                  |
| 2017 | Goodal                       |                                                  |

### Revistas / sesiones fotográficas
| Año        | Título            | Notas                                        |
| ---------- | ----------------- | -------------------------------------------- |
| 2017, 2020 | Singles Magazine  | [ 54 ] [ 55 ]                                |
| 2018       | @star1 Magazine   | [ 56 ]                                       |
| 2017       | Céci Magazine     | (campaña para niños con problemas cardíacos) |
| 2017       | The Star Magazine | [ 58 ]                                       |

## Embajador
| Año  | Título                                        | Notas            |
| ---- | --------------------------------------------- | ---------------- |
| 2020 | Korean Insulin Dependent Diabetes Association | junto a Pentagon |
| 2019 | Korea Pediatric Diabetes Association          | junto a (G)I-DLE |

## Discografía

### OST
- 2021: Forever Smile - OST de The Great Shaman Ga Doo-shim[60]

### Extended plays
| Título         | Detalles                                                                                                   | Posiciones máximas en el gráfico | Canciones | Ventas        |
| Título         | Detalles                                                                                                   | KOR                              | Canciones | Ventas        |
| -------------- | --- | -------------------------------- | --- | ------------- |
| Spring, Seonho | - Fecha de lanzamiento: 11 de abril de 2018 - Etiqueta: Cube Entertainment - Formato: CD, digital download | 9                                | 1.- Prelude: I Think Of You (너를 생각해) 2.- Maybe Spring (봄이 오면) 3.- A Blue Star (푸른 별 하나) 4.- I Miss You (보고 싶어) 5.- Maybe Spring (봄이 오면) (Inst.) | - KOR: 14,818 |

### Colaboraciones
| Año  | Intérprete(s)                                                | Canción                       | Notas |
| ---- | ------------------------------------------------------------ | ----------------------------- | ----- |
| 2018 | Yoon Seon-ho, Hyuna, Jo Kwon, BtoB, CLC, Pentagon & (G)I-DLE | "Follow Your Dreams" (한걸음) |       |
| 2018 | Yoon Seon-ho, Hyuna, Jo Kwon, BtoB, CLC, Pentagon & (G)I-DLE | "Upgrade"                     |       |
| 2018 | Yoon Seon-ho, Hyuna, Jo Kwon, BtoB, CLC, Pentagon & (G)I-DLE | "Young & One"                 |       |

## Reunión con fans
El 27 de octubre de 2017 celebró su primera reunión con fans titulada "The Most Preferred Time" en el Woori Art Hall en el Parque Olímpico de Seúl. Debido a que los asientos se agotaron en menos de cinco minutos, su agencia agregó una segunda fecha, el 28 de octubre del mismo año.
Posteriormente realizó giras de reuniones de fans en Osaka, Hong Kong, Taiwán, Bangkok, Tokio en 2017. Luego llevó a cabo una reunión de fans encore el "Olympic Hall", Olympic Park en Seúl el 14 de abril de 2018 donde los boletos para 2500 asientos se agotaron en 1 minuto.

## Premios y nominaciones
| Año  | Categoría              | Premios                      | Trabajo           | Resultado |
| ---- | ---------------------- | ---------------------------- | ----------------- | --------- |
| 2019 | Best Actor             | 2019 Seoul Webfest Award     | Devil Inspector 2 | Nominado  |
| 2019 | Global Rookie Top 5    | V Live Award                 | -                 | Ganó      |
| 2018 | New Artist of the Year | 8th Gaon Chart Music Award   | -                 | Nominado  |
| 2018 | Rookie of the Year     | 28th Seoul Music Award       | -                 | Nominado  |
| 2018 | Best New Male Artist   | Melon Music Award            | -                 | Nominado  |
| 2017 | Model Grand Prize      | Korean Brand and Model Award | -                 | Ganó      |